# Імператор Дайґо

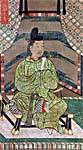
Імператор Дайґо

Імператор Дайґо́ (яп. 醍醐天皇, だいごてんのう, дайґо тенно; 6 лютого 885 — 23 жовтня 930) — 60-й Імператор Японії, синтоїстське божество. Роки правління: 14 серпня 897 — 16 жовтня 930. Старший син імператора Уда та Фуздівари-но Танеко, доньки міністра Такафуї. У наступних поколіннях його правління стали відзначати як «правління Енгі» за досягнення в політиці та культурі. 
При народженні звався Мінамото но Ідзо. 890 року зі зміною статусу отримав титул принца, а 891 року — ім'я Ацухіто. 893 року, коли йому виповнилося 9 років, був проголошений наслідним принцом. Трон посів у дванадцять років водночас з проведенням гемпуку (церемонії повноліття).  Негайно розгорнулося протистояння між «імператорською партією» на чолі із Суґавара но Мітідзане і кланом Фудзівара, що бажав повернути колишній вплив. Фудзівара но Токіхіра скористався невдоволенням аристократів планами реформ Мітідзане, домігшись 901 року його відсторонення від усіх посад та фактичного заслання. З цього часу Фудзівара знову стали визначати державну політику.
У 902 році було видано «Закон про упорядкування сьоенів». 903 року хіраґана була визнана офіційним письмом наряду з китайськими ієрогліфами. Того ж року столиця пережила епідемію чуми. 905 року наказав упорядкувати поетичну збірку «Кокін вака-сю». 909 року після смерті Фудзівара но Токіхіри значний вплив на політику імператора став мати його батько.
923 року помирає спадкоємець трону принца Ясуакіра. Тому спадкоємцем став онук імператора від Ясуакіри — принц Йосійорі, але той помер 925 року. 929 року внаслідок потужних повені, що охопили значнеу частину держави, загинуло багато людей.
У вересні 930 року, через важку хворобу викликану стресом через потужний удар блискавки в імператорський палац (від нього згоріло заживо декілько міністрів), зрікся престолу на користь свого сина принца Хіроакіри, що став новим імператором Судзаку. Невдовзі колишній імператор став буддійським ченцем під ім'ям Хонконго, але помер того ж року.
Був вправним поетом, в його доробці 43 вірші-вака, що увійшли до приватної збірки «Егісю». Також був автором 20-томного щоденника «Енгісьокі», який вів протягом 33 років. Проте його оригінал було втрачено, окремі частини, що цитовано в інших творах, зібрано в окрему працю «Енгітенрекі Ґокісю»